# إيمان أسيري
إيمان محمد أسيري (ولدت في 1952 في المنامة، البحرين) شاعرة وفنانة تشكيلية وكاتبة عمود ومؤلفة بحرينية.

## النشأة والتعليم
خريجة المعهد العالي للمدرسات تخصص رياضيات عام 1969.

## المسيرة الفنية
من أوائل الفنانات التشكيليات في البحرين. كتبت عمودا دوريا لجريدة الاتحاد الإماراتية من 2000 إلى 2001. عضو سابقة في أسرة الأدباء والكتاب وأسرة فناني البحرين في أوائل السبعينيات والملتقى الثقافي الأهلي.

### أهم الدراسات النقدية حول التجربة
1. شعراء البحرين المعاصرون - د. علوي الهاشمي.
2. قراءة في تجربة شعرية بحرينية معاصرة - د. نور الهدى باديس - جامعة تونس.

### الجوائز الأدبية
1. جائزة الكتاب المتميز عن كتاب الأنثى – 2006
2. جائزة التميز الأدبي لبلدية المنطقة الشمالية – 2008
3. التكريم من قبل أسرة الأدباء والكتاب للمنجز الإبداعي – 2010

### المشاركات الفنية
1. في 1970 كانت أول المشاركات مع أسرة فناني البحرين، في المعارض التشكيلية، في نادي النسور، ومعرض بابكو، ومعرض الربيع
2. المعارض الفنية التي أقامتها وزارة الإعلام، ومعرض جمعية رعاية الطفل والأمومة.
3. مهرجان الفن التشكيلي لوزارة التربية والتعليم سنويا.
4. مهرجان الإسكافي للرسم على الجدران 2004
5. المسابقة الأولى للرسم على الحائط 2005
6. مشروع جدار عذارى 2005
7. اليوم العالمي لحقوق الإنسان 2004
8. اليوم العالمي لحقوق الإنسان 2005
9. فعالية السلام العالمي غايتنا 2005
10. اليوم العالمي لمساندة ضحايا التعذيب 2006
11. معرض جمعية حقوق الإنسان حول أطفال العراق 2007
12. المعرض الشخصي الأول – روج - 2008 بنك طيب - البحرين.
13. المعرض الشخصي الثاني – جنون - 2016 مشق آرت سبيس - البحرين.
14. المعرض الشخصي الثالث – أزرق - 2019 مشق آرت سبيس - البحرين.

### المشاركات الأدبية
1. مهرجان الشعر الأول لاتحاد الأدباء والكتاب في الإمارات العربية المتحدة عام 1986م.
2. مهرجان الشعر الثالث لمجلس التعاون لدول الخليج العربية عام 1997في البحرين.
3. المؤتمر العام الحادي والعشرون، ومهرجان الشعر الثاني والعشرون للاتحاد العام للأدباء والكتاب العرب عام 2001، في بغداد.
4. ترأست وفد البحرين المشارك في المؤتمر الثاني والعشرون ومهرجان الشعر الثالث والعشرون للاتحاد العام للأدباء والكتاب العرب عام 2003م في الجزائر.
5. ملتقى ثقافة المرأة البحرينية والذي عقد بالشارقة عام 2004م.
6. مهرجان يوم الشعر 2001 في البحرين.
7. مهرجان يوم الشعر العالمي 2004 البحرين.
8. مهرجان لوديف للشعر بفرنسا 2004.
9. مهرجان أصيلة في البحرين 2005.
10. مهرجان يوم الشعر العالمي 2006 البحرين.
11. مهرجان الشعر عبر القارات في المغرب 2006.
12. مهرجان ربيع الشعر في فرنسا 2006.
13. مهرجان الشعر العربي الثالث بالرقة- سوريه 2007.
14. اجتماع المكتب الدائم للاتحاد العام للأدباء والكتاب العرب في البحرين.2007.
15. دمشق عاصمة الثقافة 2008.
16. فعاليات أدبية متعددة في البحرين.

### الإصدارات الأدبية
1. هذي أنا القبّرة – دار الفارابي (1982)
2. خمس دقات لقلبي – دار الكنوز الأدبية (1996)
3. حديث الأواني للقبّرة – المؤسسة العربية للدراسات والنشر (2001)
4. للقبّرة أسرار صغيرة – المؤسسة العربية للدراسات والنشر (2004)
5. كتاب الأنثى – دار اخبار الخليج للصحافة والنشر (2006)
6. بين بحر وبحر – النايا للدراسات والنشر (2008)
7. اشتهاءآت – النايا للدراسات والنشر والتوزيع (2008)
8. زعفران – النايا للدراسات والنشر (2010)
9. The Book of Female – النايا للدراسات والنشر والتوزيع (2011)
10. على شرفة معطلة – دار الفراشة للنشر والتوزيع (2014)
11. الحب في فبراير – دار الأمل الجديدة (2019)